# The Garden (pel·lícula de 1990)
The Garden és una pel·lícula artística del 1990 britànica dirigida per Derek Jarman i produïda per James Mackay per a Basilisk Communications, en associació amb Channel 4, British Screen i ZDF. La pel·lícula es basa lliurement en la història de la crucifixió de Crist, excepte que la figura de Crist es substitueix per una parella gai masculina. La pel·lícula s'ha vist com una al·legoria del patiment que patien els gais durant la crisi de la SIDA i el seu ostracisme per part de la majoria de la societat.
La pel·lícula es va presentar al 17è Festival Internacional de Cinema de Moscou.

## Visió general
Sense gairebé diàleg, la pel·lícula es mostra com les reflexions subjectives de Jarman, que es veuen temperades per la realitat de la seva pròpia mortalitat; quan Jarman, seropositiu, va fer la pel·lícula, s'enfrontava a la mort per la sida. Jarman llegeix una elegia als amics perduts al final de la pel·lícula.
La pel·lícula segueix una parella homosexual aparentment innocent i amorosa, l'existència idealista de la qual s'interromp quan són arrestats, humiliats, torturats i assassinats. Entre aquestes imatges hi ha imatges no lineals d'iconografia religiosa; una Madonna (Tilda Swinton) que està sobreexposada i assetjada per paparazzi en passamuntanyes; una dona transgènere que, com a banda sonora de fons d'una caça de guineus, és igualment humiliada i avergonyida pels paparazzi i les dones cis privilegiades; Jesús, que mira el món passar per ell; un Judas que és penjat i utilitzat com a eina per anunciar targetes de crèdit; i aigua que cau d'una imatge de Crist al crucifix.
Altres imatges inclouen els Dotze Apòstols com 12 dones amb babushkas, assegudes a una taula al costat del mar mentre passen els dits per les vores de les copes de vi per crear un brunzit ominós.
També se centra en el que significava haver de ser vist com a queer al segle xx, destacant la Secció 28, de la qual Jarman va ser des del principi un oponent destacat. La pel·lícula s'amplia amb plans de platges amb colors inusuals i canvis estranys entre la música clàssica, la xipriota i altres tipus de música i so.

## Producció
La pel·lícula té una banda sonora de Simon Fisher-Turner i el disseny de producció de Derek Brown.

## Mitjans domèstics
The Garden està disponible en DVD i Blu-ray.

## Repartiment
- Tilda Swinton com a Madonna
- Johnny Mills com a amant
- Philip MacDonald com a Joseph
- Pete Lee-Wilson com a Diable
- Spencer Leigh com Mary Magdalene / Adam
- Jody Graber com Young Boy
- Roger Cook com a Crist
- Kevin Collins com a amant
- Jack Birkett com a Pontius (com a Orlando)

Altres membres del repartiment;
Dawn Archibald, Milo Bell, Vernon Dobtcheff, Michael Gough, Mirabelle La Manchega i Jessica Martin.

## Recepció
A Rotten Tomatoes, The Garden té una puntuació d'aprovació del 100%, basada en sis ressenyes, amb una puntuació mitjana de 8,75/10.
Janet Maslin de The New York Times el 1991, va pensar que la pel·lícula era un "conjunt d'imatges turbulentes" i "és una barreja peculiar de reflexió i fúria". "Té una energia ardent i calidoscòpica" i "la genuïnitat i el pathos de la pròpia situació del Sr. Jarman".